# Brodau (Delitzsch)
Brodau  ist ein Ortsteil der Großen Kreisstadt Delitzsch im Landkreis Nordsachsen des Freistaates Sachsen. Der Ort wurde am 1. Januar 1994 nach Döbernitz eingemeindet und gehört mit diesem seit dem 1. März 2004 zu Delitzsch.

## Geographische Lage
Brodau liegt südlich von Delitzsch zwischen dem Werbeliner See (Restloch des ehemaligen Tagebaus Delitzsch-Südwest) im Westen und dem Lober im Osten.

## Geschichte
Brodau gehörte bis 1815 zum kursächsischen Amt Delitzsch. Durch die Beschlüsse des Wiener Kongresses kam der Ort zu Preußen und wurde 1816 dem Kreis Delitzsch im Regierungsbezirk Merseburg der Provinz Sachsen zugeteilt, zu dem er bis 1952 gehörte. Im Zuge der Kreisreform in der DDR 1952 wurde Brodau dem neu zugeschnittenen Kreis Delitzsch im Bezirk Leipzig zugeteilt, welcher 1994 im Landkreis Delitzsch aufging.
Durch den auf dem 8. SED-Parteitag 1971 getroffenen Entschluss des "Ausbaus der energetischen Basis" in der DDR wurde der bisher landwirtschaftlich geprägte Landkreis Delitzsch zum Bergbaugebiet erklärt. Für die Gewinnung von Braunkohle war im Gebiet um Delitzsch der Aufschluss von fünf Tagebauen vorgesehen. Im Bereich von Brodau waren dies die Tagebaue Delitzsch-Südwest und Delitzsch-Süd. Mit dem Aufschluss des Tagebaus Delitzsch-Südwest begann im Jahr 1976 der großflächige Abbau von Braunkohle in unmittelbarer Nähe von Brodau. Der Drehpunkt des Tagebaus befand sich südwestlich des Orts. Da er sich entgegen dem Uhrzeigersinn bewegte, war der Abbruch von Brodau für einen späteren Zeitpunkt vorgesehen. Durch die mit der Deutschen Wiedervereinigung 1989/90 einhergehenden Änderung der Energiepolitik blieb Brodau dieses Schicksal jedoch erspart. Zum Zeitpunkt der vorzeitigen raschen Stilllegung des Tagebaus Delitzsch-Südwest im Jahr 1992/93 war der Tagebau erst bis Werbelin vorgedrungen, dessen Devastierung unter massiven Protesten der Bevölkerung noch durchgeführt wurde. Die Aufschließung des Tagebaus Delitzsch-Süd wurde nie realisiert. Das sich an der Stelle des ehemaligen Tagebaus Delitzsch-Südwest befindliche Restloch wurde zwischen 1998 und 2010 geflutet und bildet seitdem den Werbeliner See.
Am 1. Januar 1994 erfolgte der Zusammenschluss von Brodau, Döbernitz, Beerendorf und Selben zur Gemeinde Döbernitz. Durch die Eingemeindung von Döbernitz in die Stadt Delitzsch ist Brodau seit dem 1. März 2004 ein Ortsteil der Stadt Delitzsch.

## Verkehr
Westlich des Orts verläuft die B 184. Die nächstgelegenen Bahnhöfe befinden sich in Delitzsch und Zschortau.